# Eugenio Dal Corso
Eugenio Dal Corso P.S.D.P. (sinh ngày 16 tháng 5 năm 1939 và qua đời ngày 20 tháng 10 năm 2024) là một Hồng y người Italia của Giáo hội Công giáo Rôma. Ông từng đảm nhận vai trò giám mục chính tòa Giáo phận Benguela, Angola từ năm 2008 đến năm 2018. Trước đó, ông đảm trách vai trò giám mục phó giáo phận Saurino từ năm 1995 cho đến năm 1997 thì thành giám mục chính tòa giáo phận này. Ông được thăng Hồng y trong công nghị Hồng y ngày 5 tháng 10 năm 2019.

## Tiểu sử
Hồng y Corso sinh ngày 16 tháng 5 năm 1939 tại Lugo di Valpantena di Grezzana, Ý. Sau khi hoàn tất việc học, cha mẹ ông gửi con trai đến học tại Học viện Don Calabria. Trong những năm tháng tại học viện, ông quyết định trở thành một nhà truyền giáo.
Sau khi được phong chức linh mục vào ngày 17 tháng 7 năm 1963, Corso đến Rôma, tiếp tục việc học Thần học Tín Lý. Trong thời gian này, ông cũng tthực hiện việc mục vụ Công giáo tại giáo xứ Madonna di Campagna (Verona) và sau đó tại Napoli.
Năm 1975, hành trình truyền giáo của linh mục Corso bắt đầu khi ông đến Argentina, cụ thể là tỉnh Laferrere, Buenos Aires. Tại quốc gia này, linh mục Corso dành khoảng thời gian 11 năm cho đến khi ông được điều chuyển đến các quốc gia Luanda, Angola ở châu Phi.
Vào ngày 15 tháng 12 năm 1995, linh mục Eugenio Dal Corso được bổ nhiệm làm giám mục phó Giáo phận Saurimo. Lễ tấn phong cho tân giám mục được cử hành sau đó vào ngày 3 tháng 3 năm 1996 với chủ phong là Tổng giám mục Félix del Blanco Prieto, Khâm sứ Tòa Thánh tại Angola và hai vị phụ phong gồm Giám mục Andrea Veggio, giám mục phụ tá Giáo phận Verona, Ý và Giám mục Pedro Marcos Ribeiro da Costa, giám mục chính tòa giáo phận Saurimo, Angola. Corso đảm nhận vai trò này cho đến ngày 15 tháng 1 năm 1997 khi trở thành giám mục chính tòa giáo phận Saurino.
Vào ngày 12 tháng 2 năm 2008, giám mục Corso được điều chuyển làm giám mục chính tòa Giáo phận Benguela và ông đảm nhận chức vụ này cho đến ngày 26 tháng 3 năm 2018 khi Tòa Thánh chấp thuận đơn xin về hưu vì lý do tuổi tác của ông.
Ngày 1 tháng 9 năm 2019, giáo hoàng Phanxicô công bố quyết định vinh thăng giám mục Eugenio Dal Corso tước vị Hồng y của Giáo hội Công giáo. Lễ nhận tước vị chính thức được tổ chức sau đó vào ngày 5 tháng 10 cùng năm.